# 薩克錫山
61°33′42″N 8°08′00″E / 61.5617°N 8.1333°E
薩克錫山是挪威的山峰，位於該國東南部內陸郡，處於洛姆，距離首都奧斯陸230公里，屬於尤通黑門山脈的一部分，海拔高度1,950米，受凍原氣候影響。